# Fondation Poelaert

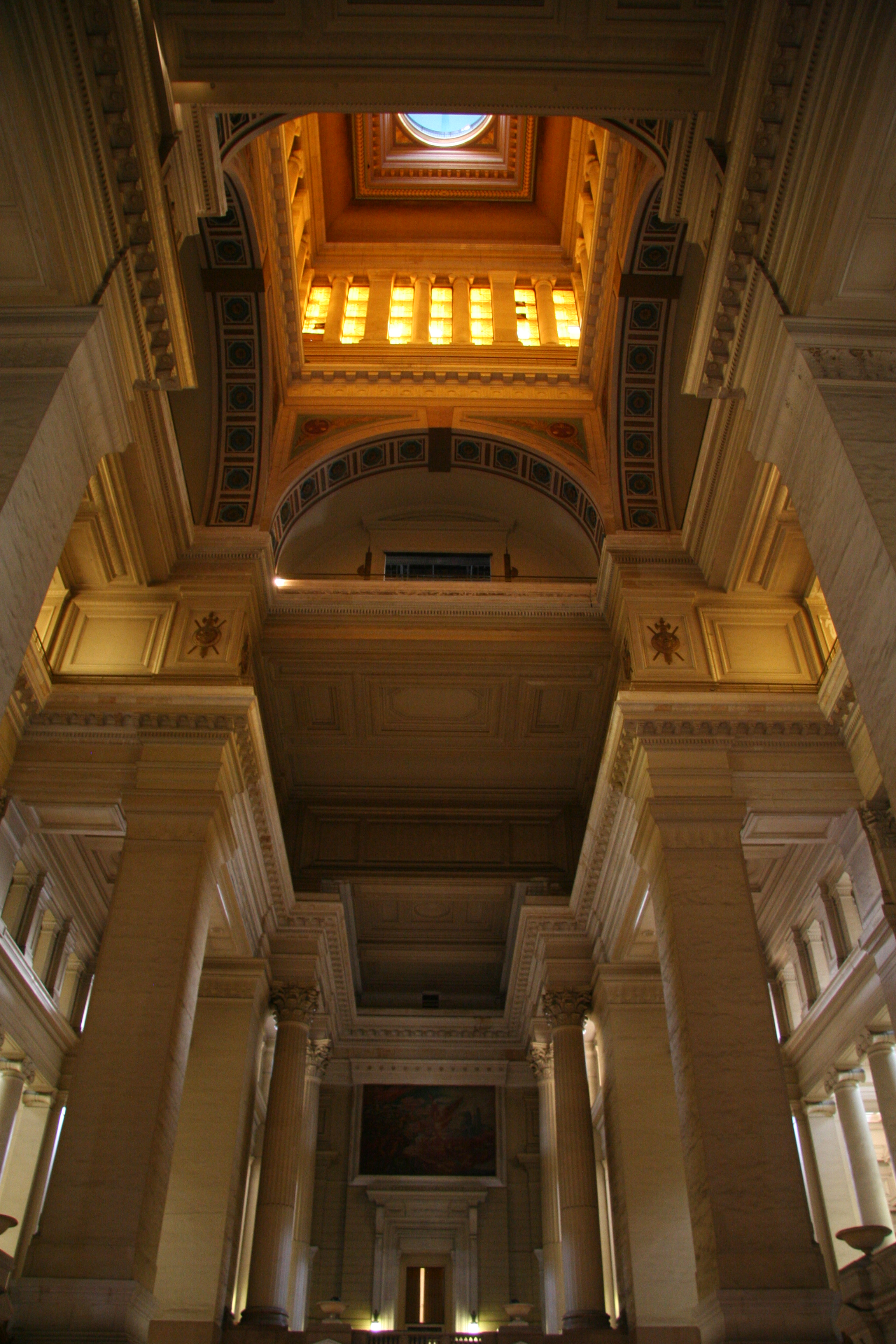
Palais de justice de Bruxelles, grandiose perspective intérieure.

La Fondation Poelaert est une fondation belge d’utilité publique créée par le barreau de Bruxelles.

## Buts
Lorsqu'un ministre de la Justice se mit à penser tout haut que le Palais de Justice de Bruxelles pourrait sans doute être soustrait à ses fonctions justitielles et lança un concours d'idées pour y parvenir, et lorsque le ministre responsable des bâtiments de l'État proposa de consacrer 45 000 m2 du Palais de Justice à des activités commerciales, culturelles ou récréatives, la réaction dans les milieux judiciaires ne se fit pas attendre.
La Fondation Poelaert a comme objectif de sauvegarder l'affectation du palais de justice de Bruxelles dans sa destination originelle. Pour ce, la vision préside que, dans l’intérêt du justiciable, la justice et tous les services judiciaires doivent être, en étroite coordination, centralisés en un seul lieu à Bruxelles, c'est-à-dire dans le palais de justice même ainsi que tout autour dans les bâtiments de la place Poelaert.
Selon ce principe de base, il y a possibilité de trouver en un seul et même endroit une solution aux difficultés juridiques et aux litiges, de proposer les mesures qui doivent être prises pour adapter le bâtiment à cette affectation et éventuellement à d’autres affectations en rapport avec le rayonnement urbanistique et architectural du bâtiment et de ses environs et de mener des études pour adapter le bâtiment aux exigences d’une fonction judiciaire évoluée.
Ce problème est récurrent et est soulevé depuis près d'un siècle. Le manque de place pour les cours et tribunaux avait déjà commencé à poser problème dès le début du XXe siècle. Le Palais avait été construit d'après un programme élaboré en 1862 et pour donner un local aux onze chambres de la Cour d'Appel et aux vingt-deux du tribunal de première instances, de nombreux prétoires ont été construits dans les années 1940, défigurant le volume intérieur du Palais en en rompant la grandiose harmonie. Pour résoudre ce problème, le gouvernement avait déjà constitué en 1945 une Commission consultative destinée à enrayer cette détérioration interne de plus en plus anarchique. Comme l'écrit Paul Saintenoy, membre de la Commission qui recommandait de rendre au Palais son pristine état, les pouvoirs publics devront trouver ailleurs d'autres locaux devenus indispensables, et lui rendre son unité architecturale après démolition des pièces ajoutées sans discernement.
La Fondation a été créée le 26 septembre 2011 conjointement par l’Ordre français  et l’Ordre néerlandais des avocats du barreau de Bruxelles. Le conseil d’administration est composé de représentants du barreau, de magistrats et de personnalités belges d'horizons divers. Parmi les premiers administrateurs : l'avocat Jean-Pierre de Bandt, le bâtonnier Jean-Pierre Buyle, l'ancien ministre Jos Chabert, le comte Michel Didisheim, la directrice de la Fondation Boghossian Diane Hennebert, le baron Ernest Krings, procureur-general honoraire, Christine Matray, le baron François Schuiten, le bâtonnier Dirk Van Gerven et l'ancien ministre Hugo Weckx.

## Activités

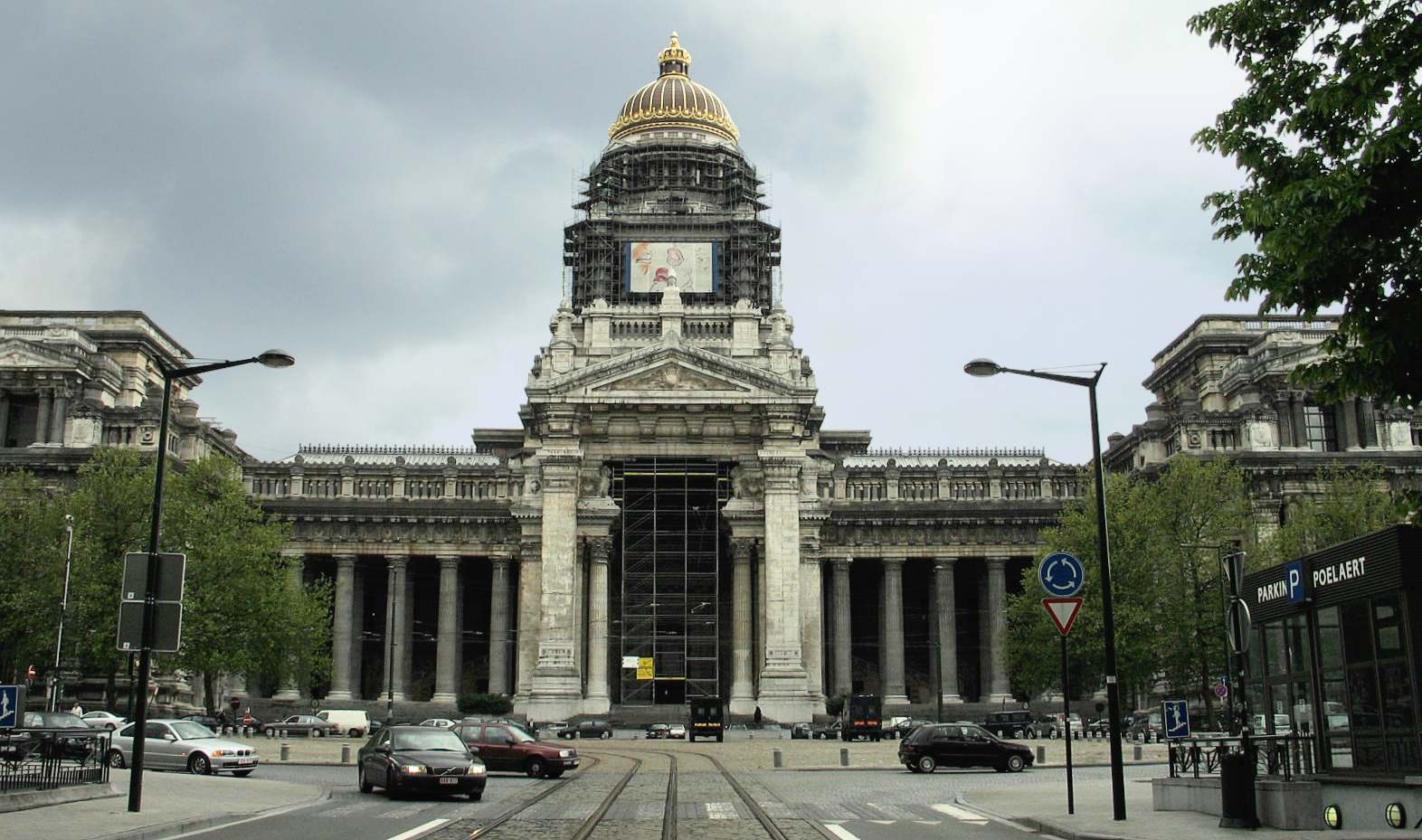
Le Palais de Justice sur la Place Poelaert.

En 2012, la Fondation Poelaert a élaboré les principes directeurs pour un masterplan du Campus Poelaert. Elle l'a fait sur base d'études entreprises par l'architecte Jos Vandenbreeden (Archives Saint-Luc), en collaboration avec l’avocat Jean-Pierre de Bandt et l’architecte Francis Metzger .
Le texte en a été offert au ministre de la justice Annemie Turtelboom et au secrétaire d’Etat compétent pour la Régie des bâtiments Servais Verherstraeten.
En 2013, la Fondation Poelaert a élaboré une note concernant la structure juridique souhaitable dans le but de rénover le palais et de réaliser le Campus Poelaert. Cette structure doit permettre la gestion de l’ensemble des bâtiments judiciaires situés autour de la place Poelaert, au travers d’une société publique autonome. La note évoque une structure financière afin de financer la rénovation du palais de justice. Cette note a été transmise au gouvernement et fait l'objet de diverses réflexions et discussions, entre autres au sein du Sénat de Belgique et du parlement bruxellois.
Au mois de février 2013 le secrétaire d'état Verherstraeten a fait adopter en conseil des ministres un plan directeur qui ne tient que partiellement compte des propositions de la Fondation Poelaert et maintient l'alternative d'un complexe commercial dans les parties inférieures du Palais. La Fondation a décidé de poursuivre la discussion avec les autorités compétentes, dans le but de faire prévaloir ses idées.

## Littérature
- J. LA, Un bâtonnier à la fibre sociétale, dans: La Libre Belgique, 1 september 2011
- La Fondation Poelaert entend participer à l'avenir du Palais de Justice de Bruxelles, dans: Le Vif l'Express, 21 septembre 2011.
- La Fondation Poelaert est née, dans: La Dernière Heure, 27 september 2011
- Annelies DE BECKER, Brussels justitiepaleis krijgt horecazaken en gift shops, dans: Het Laatste Nieuws, 7 februari 2013
- Koepel van Brussels justitiepaleis wordt opengesteld voor publiek, dans: Gazet van Antwerpen, 7 februari 2013
- Stig GEUKENS, Masterplan Brussels justitiepaleis, werk van zeer lange adem, dans: Het Laatste Nieuws, 27 februari 2013
- Bart BIESEMANS, Restauratie Justitiepaleis werk van heel lange adem, dans: Het Nieuwsblad, 1 maart 2013
- Jean-Pierre DE STAERCKE, Bruxelles: des boutiques de luxe sous les salles de tribunal, dans: La Libre Belgique, 16 mei 2013
- Nicolas KESZEI, Les 130 bougies du Palais de Justice, dans: L'Echo, 12 oktober 2013
- Pierre VASSART, Un masterplan pour le Palais de Justice, dans: Le Soir, 29 november 2013
- Didier HAINE, Plus de pénal dans le Palais d'ici à 2030, dans: La Dernière Heure, 7 maart 2014
- J.-C. M, Une bonne année pour le Palais de Justice?, dans: La Libre Belgique, 2 januari 2014
- Genius Grandeur et Gêne, Herentals, éd. Barreau de Cassation, W. van Eeckhoutte et Bruno Maes, 2014.